# Киршон Володимир Михайлович
Володимир Михайлович Киршон (рос. Владимир Михайлович Киршон; 6 (19) серпня 1902, Нальчик, Російська імперія — 28 липня 1938, Москва, Російська РФСР) — російський радянський письменник, драматург. Відзначився тісною співпрацею з НКВД.

## Біографія
Народився в родині правника. Дитинство пройшло в Санкт-Петербурзі і Кисловодську. Учасник Громадянської війни.
В 1918 вступив у Червону армію, в 1920 — в РКП (б). Освіту здобув у Комуністичному інституті імені Я. М. Свердлова (1923). Після війни був завідувачем навчальної частини радпартшколи в Ростові-на-Дону. Виступав з агітаційними п'єсами, писав комсомольські пісні. Організатор Асоціації пролетарських письменників в Ростові-на-Дону і на Північному Кавказі.
Протеже Г. Ягоди. З 1925 — один із секретарів РАПП а (Російської асоціації пролетарських письменників) у Москві, був в числі найбільш радикально налаштованих комуністичних літфункціонеров.
Ініціатор боротьби проти попутників, разом з В. Білль-Білоцерковським, Л. Авербахом цькував Михайла Булгакова. Пропонував «поставити до стінки» філософа О. Ф. Лосєва.
Автор тексту відомої пісні «Я запитав у ясена».
Став одним з прообразів Іуди в романі Михайла Булгакова «Майстер і Маргарита».
Розстріляний.